# The Art Farmer Septet
The Art Farmer Septet è il primo album del trombettista statunitense Art Farmer, pubblicato dalla Prestige Records nel 1956.

## Tracce
Lato A
1. Mau Mau – 5:15 (Art Farmer, Quincy Jones) – Registrato il 2 luglio 1953 a New York
2. Work of Art – 5:46 (Art Farmer, Quincy Jones) – Registrato il 2 luglio 1953 a New York
3. The Little Bandmaster – 4:06 (Art Farmer, Quincy Jones) – Registrato il 2 luglio 1953 a New York

Lato B
1. Up in Quincy's Room – 4:00 (Gigi Gryce) – Registrato il 2 luglio 1953 a New York
2. Wildwood – 2:55 (Gigi Gryce) – Registrato il 7 giugno 1954 al Van Gelder Studio di Hackensack, New Jersey
3. Evening in Paris – 2:41 (Quincy Jones) – Registrato il 7 giugno 1954 al Van Gelder Studio di Hackensack, New Jersey
4. Elephant Walk – 3:25 (Quincy Jones) – Registrato il 7 giugno 1954 al Van Gelder Studio di Hackensack, New Jersey
5. Tiajuana – 4:52 (Gigi Gryce) – Registrato il 7 giugno 1954 al Van Gelder Studio di Hackensack, New Jersey

Edizione CD del 1993, pubblicato dalla Original Jazz Classics Records OJCCD-054-2
1. Mau Mau – 5:15 (Art Farmer, Quincy Jones)
2. Work of Art – 5:46 (Art Farmer, Quincy Jones)
3. The Little Bandmaster – 4:06 (Art Farmer, Quincy Jones)
4. Up in Quincy's Room – 4:00 (Gigi Gryce)
5. Wildwood – 2:55 (Gigi Gryce)
6. Evening in Paris – 2:41 (Quincy Jones)
7. Elephant Walk – 3:25 (Quincy Jones)
8. Tiajuana – 2:49 (Gigi Gryce)
9. When Your Love Has Gone – 5:10 (Einar A. Swan)

## Musicisti
Brani A1, A2, A3 e B1
- Art Farmer  - tromba
- Jimmy Cleveland  - trombone
- Oscar Estell  - sassofono alto, sassofono baritono
- Clifford Solomon  - sassofono tenore
- Quincy Jones  - pianoforte, arrangiamenti
- Monk Montgomery  - contrabbasso
- Sonny Johnson  - batteria

Brani B2, B3, B4 e B5
- Art Farmer  - tromba
- Jimmy Cleveland  - trombone
- Charlie Rouse  - sassofono tenore
- Danny Bank  - sassofono baritono
- Horace Silver  - pianoforte
- Percy Heath  - contrabbasso
- Kenny Clarke  - batteria